# Logoualé
Logoualé  è una città, sottoprefettura e comune della Costa d'Avorio, situata nel dipartimento di Man. Conta una popolazione di 28 515 abitanti (censimento 2014).